# Flemming Christensen
Flemming Christensen, född 10 april 1958 i Köpenhamn, dansk före detta fotbollsspelare och -tränare.
Under sin karriär som spelare spelade han för de danska klubbarna Akademisk Boldklub och Lyngby BK, franska AS Saint-Étienne samt schweiziska FC Aarau. Han debuterade för det danska landslaget 1982 och gjorde 2 mål på 11 matcher. Han var uttagen till landslaget i fotbolls-VM 1986, men spelade inga matcher.
Efter att ha avslutat sin spelarkarriär var han tränare för Akademisk Boldklub, Slagelse Boldklub & Idrætsforening samt Næstved BK.